# ألكسيس روجاس
ألكسيس روجاس (بالإسبانية: Alexis Rojas)‏ (8 أكتوبر 1996 بباراغواي - ) هو لاعب كرة قدم باراغواياني في مركز الوسط. لعب مع نادي فلومينينسي.

## وصلات خارجية
- ألكسيس روجاس على موقع قاعدة بيانات كرة القدم.إي يو (الإنجليزية)
- ألكسيس روجاس على موقع Soccerway.com (الإنجليزية)
- ألكسيس روجاس على موقع AS.com (الإسبانية)